# Африканский длиннохвостый ястреб
Африканский длиннохвостый ястреб (лат. Urotriorchis macrourus) — вид хищных птиц из семейства ястребиных. Единственный представитель рода Urotriorchis.

## Распространение
Обитают в Западной и Центральной Африке.

## Описание
У птиц обращает на себя внимание длинный хвост. Размах крыльев 81—90 см, общая длина тела с хвостом 56—65 см. Самки крупнее самцов на 15 %. Клюв у птицы чёрный, глаза и ноги жёлтого цвета.

## Биология
Рацион состоит в основном из белок (охотиться на млекопитающих ястребу помогают сильные лапы) и мелких птиц. Могут охотиться на цыплят в деревнях, расположенных поблизости от леса. Известно также, что эти птицы атакуют летучих мышей, питающихся фруктами. В июле-августе пара строит на высоком дереве гнездо. О размножении и заботе о птенцах известно немногое.